# Классика Брюсселя 2024
104-й выпуск Классика Брюсселя — шоссейной однодневной гонки по дорогам Бельгии. Гонка прошла 2 июня 2024 года в рамках ПроСерии UCI 2024 (категория 1.Pro). Победу одержал норвежский велогонщик Джонас Абрахамсен.

## Участники
В гонке приняло участие 21 команда (9 UCI WorldTeams, 12 UCI ProTeams).
| UCI WorldTeams (9)- Arkéa-B&B Hotels - Alpecin-Deceuninck - Bora-Hansgrohe - Cofidis - Groupama-FDJ - Intermarché-Wanty - Soudal Quick-Step - Team dsm-firmenich PostNL - UAE Team Emirates UCI ProTeams (12)- Bingoal WB - Caja Rural-Seguros RGA - Israel-Premier Tech - Equipo Kern Pharma - Lotto Dstny - Q36.5 Pro Cycling Team - TDT-Unibet - Team Flanders-Baloise - Team Novo Nordisk - TotalEnergies - Uno-X Mobility - VF Group-Bardiani CSF-Faizané |
| |

## Маршрут
Протяжённость трассы составляет 218,4 километра. На ней расположены две известные фламандские горы — Муур и Босберг. Первую из них гонщики преодолели в середине гонки, а вторую — примерно за 60 километров до финиша..

## Ход гонки
На последних 50 километрах гонки шесть гонщиков опережали остальных участников. Однако их отрыв составлял всего 44 секунды, поэтому вероятность того, что лидеры смогут побороться за победу, была относительно невысока. Когда начались атаки сзади, отрыв был пойман, а пелотон разделился пополам. В результате на последних 30 километрах лидирующая группа из примерно 40 гонщиков отставалась от второй половины пелотона на 32 секунды. Некоторые известные гонщики оказались позади. Однако благодаря неустанной работе Джеффри Соупа из команды TotalEnergies разрыв между группами в какой-то момент сократился до 20 секунд. Но когда атаки возобновились под руководством Марка Хирши из команды ОАЭ «Эмирейтс», надежды группы 2 на победу снова начали тускнеть. На последних 5 километрах контратакующий дуэт Мартина Сврчека и Джонаса Абрахамсена отставал от группы преследования на 20 секунд. Они хорошо сработались и смогли сократить отставание до 4,3 километра. Далее Абрахамсен начал ускоряться и преодолел отставание от лидеров. Когда стартовали спринтеры, Кейден Гровс и Биньям Гирмай были близки к победе, но этого оказалось недостаточно, а Абрахамсен одержал блестящую сольную победу.

## Результаты
| \| Генеральная классификация \| Генеральная классификация \| Генеральная классификация \| Генеральная классификация \| Генеральная классификация \| \| Гонщик \| Гонщик \| Команда \| Время \| \| \| ------------------------- \| ------------------------- \| ----------------------------- \| ------------------------- \| ------------------------- \| \| 1-й \| Джонас Абрахамсен \| Uno-X Mobility \| 4ч 53' 23 \| \| \| 2-й \| Биньям Гирмай \| Intermarché-Wanty \| + 4 \| \| \| 3-й \| Кэйден Гровс \| Alpecin-Deceuninck \| + 4 \| \| \| 4-й \| Паскаль Аккерман \| Israel-Premier Tech \| + 4 \| \| \| 5-й \| Маттео Москетти \| Q36.5 Pro Cycling Team \| + 4 \| \| \| 6-й \| Хуан Себастьян Молано \| UAE Team Emirates \| + 4 \| \| \| 7-й \| Филиппо Фиорелли \| VF Group-Bardiani CSF-Faizanè \| + 4 \| \| \| 8-й \| Лионель Таминьё \| Lotto Dstny \| + 4 \| \| \| 9-й \| Милан Фретин \| Cofidis \| + 4 \| \| \| 10-й \| Франсиско Гальван \| Equipo Kern Pharma \| + 4 \| \| |                       |                               |           |
| |                       |                               |           |
| Источник: ProCyclingStats |                       |                               |           |
| Генеральная классификация |                       |                               |           |
| Гонщик | Гонщик                | Команда                       | Время     |
| 1-й | Джонас Абрахамсен     | Uno-X Mobility                | 4ч 53' 23 |
| 2-й | Биньям Гирмай         | Intermarché-Wanty             | + 4       |
| 3-й | Кэйден Гровс          | Alpecin-Deceuninck            | + 4       |
| 4-й | Паскаль Аккерман      | Israel-Premier Tech           | + 4       |
| 5-й | Маттео Москетти       | Q36.5 Pro Cycling Team        | + 4       |
| 6-й | Хуан Себастьян Молано | UAE Team Emirates             | + 4       |
| 7-й | Филиппо Фиорелли      | VF Group-Bardiani CSF-Faizanè | + 4       |
| 8-й | Лионель Таминьё       | Lotto Dstny                   | + 4       |
| 9-й | Милан Фретин          | Cofidis                       | + 4       |
| 10-й | Франсиско Гальван     | Equipo Kern Pharma            | + 4       |